# The Element of Surprise
The Element of Surprise – czwarty studyjny album amerykańskiego rapera E-40, wydany 11 sierpnia 1998 roku w Jive i Sick Wid It Records. Zawiera produkcje Ant Banks, Bosko, Mike Mosley, Rick Rock, Sam Bostic, Studio Ton & Tone Capone. Osiągnął 4. miejsce na Top R&B/Hip-Hop Albums i 13. miejsce na Billboard 200. Na albumie gościnnie występują B-Legit, D-Shot, Suga-T, Jayo Felony, C-Bo, Mack 10, WC, Busta Rhymes, Levitti i Master P.

## Lista utworów

### Dysk 1 (Yellow)
1. "The Element of Surprise" – 4:21
2. "Trump Change" – 4:30
3. "All Tha Time" (feat. B-Legit) – 3:21
4. "Dump, Bust, Blast" – 4:11
5. "Hope I Don't Go Back" (feat. Otis & Shug) – 4:38
6. "$999,999 + $1 = A Mealticket" – 4:32
7. "Money Scheme" (feat. Jayo Felony) – 6:20
8. "Zoom" – 4:09
9. "Mayhem" (feat. A-1) – 5:09
10. "Personal" (feat. Levitti, D-Shot, Suga-T, The Mossie) – 4:31
11. "My Hoodlumz & My Thugz" (featuring Mack 10, WC) – 4:44

### Dysk 2 (Orange)
1. "Do It To Me" (feat. Busta Rhymes) – 3:40
2. "Lieutenant Roast A Botch" (feat. Sylk-E. Fyne) – 4:41
3. "It's On, On Sight" (feat. C-Bo) – 4:13
4. "From The Ground Up" (feat. Too Short, K-Ci & JoJo) – 4:52
5. "Flashin'" – 4:54
6. "Doin' Dirt Bad" (feat. B-Legit) – 4:24
7. "Broccoli" (feat. Otis & Shug) – 4:07
8. "Jump My Bone" (feat. Bosko) – 3:57
9. "Back Against The Wall" (feat. Master P) – 4:16
10. "To Da Beat" – 4:12
11. "Dirty Deeds" – 3:46
12. "Ballin' Outta Control" (feat. Levitti) – 4:22
13. "One More Gen" – 6:09